# Cuttle Brook (Nord)
Der Cuttle Brook ist ein Wasserlauf in England. Er entsteht als Abfluss eines Sees auf der Grenze zwischen Oxfordshire und Buckinghamshire östlich von Chinnor. Er verläuft zunächst in nördlicher Richtung, wobei er die Grenze zwischen den beiden Grafschaften bildet. Südlich von Kingsey wendet sich sein Lauf nach Westen. Er verläuft nördlich von Thame, um dann in den River Thame zu münden.